# Dolní Lotrinsko
Dolní Lotrinsko neboli Dolnolotrinské vévodství, resp. Dolní Lotharingie (Neder-Lotharingen, latinsky Lotharingia Inferior, Lothier nebo Lottier) nebo Dolní Lorraine, byla ve středověku původně severní část vévodství lotrinského ve východofranské a posléze římskoněmecké říši. Vévodství vzniklo v roce 959. Rozkládalo se přibližně na území současného Nizozemska, dále většině území Belgie, Lucemburska, části severní Francie (po Valenciennes a Cambrai, východní části francouzského regionu Nord-Pas de Calais) a části Německa (severní část německého regionu Porýní, včetně Cách, Kolína nad Rýnem a Východního Fríska).
Ve 12. století význam vévodství upadl a rozpadl se na menší celky, které se dostaly pod nadvládu vévodů z Brabantu. V tradici vévodství lotrinského nadále pokračovalo Horní Lotrinsko.

## Historie
Vévodství bylo vytvořeno z bývalé říše Lotharingie králem Lotharem II., který byl králem od roku 855. Lotharingie byla koncem 9. století rozdělena a následně znovu spojena francouzským králem Ludvíkem III. podpisem Ribemontské smlouvy v roce 880. Po smrti Ludvíka IV. v roce 911 připojil k hrabství francouzský král Karel III., část západní Francie. Tím bylo vytvořeno vévodství. Kolem roku 995 pak vévoda Giselbert, syn Reginara, vévody lotrinského prohlásil hrabství vévodstvím a dostal k tomu souhlas nejen německého císaře Jindřicha I. Ptáčníka, ale i francouzského krále Rudolfa Burgundského. V roce 959 svatý Bruno Veliký (924–965 v Remeši), arcibiskup kolínský, syn Jindřicha I. Ptáčníka a sv. Matyldy, bratr německého císaře Otty I. rozdělil Lotharingii na dvě vévodství: Dolní a Horní Lotrinsko či Dolní a Horní Lotharingii a udělil hraběti Godfreyovi I. z Mons titul vévody Dolní Lotrinska. Toto území sahalo od severu dolů po řece Rýn, zatímco Horní Lotrinsko leželo dále na jihu po řece Rýn. Obě vévodství tvořila západní část Svaté římské říše založené Brunovým starším bratrem císařem Ottou I. v roce 962. Další vývoj obou zemí byl odlišný. Po smrti Godfreyho syna vévody Richara bylo Dolní Lotrinsko podřízena přímo císaři, dokud v roce 977 Otto II. neohrožoval vévodu Dolního Lotrinska Karla (953–993). Dolní a Horní Lotrinsko se opět spojily pod vládou Gothela (či Gozela) I. (kolem 967 – 19. dubna 1044). Dolní vévodství pak postupně zanikalo, zatímco Horní Lotrinsko se stalo známým jako Lotrinské vévodství.

## Následná území
Po rozbití územní celistvosti a ukončení moci vévodství vzniklo v tomto regionu mnoho dalších států. Nejdůležitější z nich byly:
- Lutyšské knížecí biskupství (Liège), status knížete-biskupa mezi 980–985 od císaře Otty II.
- Kolínské arcibiskupství
- Utrechtské knížecí biskupství
- Cambraiské biskupství (Cambraiská diecéze)
- Limburské vévodství (Limburk)
- Geldernské hrabství, hrabata z Guelders
- Markrabství Ename – Ename je belgická vesnice ve vlámské provincii Východní Flandry, od 11. století byla součástí domén benediktinského opatství
- Jülišské vévodství
- Namurské hrabství (hrabství Namuru), namurská markrabata
- Klévské hrabství (hrabství Cleves)
- Henegavské hrabství (hrabství Hainaultu)
- Holandské hrabství
- Bergské vévodství
- Loonské hrabství (Limburk)
- Hornské hrabství (hrabství Hornes), v dnešní době součást Nizozemí a Belgie. Jeho jméno pochází z vesnice Horn.
- Svobodné Frísko (Fríská svoboda)

Další nástupnické státy, které zůstaly pod pravomocí vévodů Dolního Lotrinska (Lothier):
- Antwerpské markrabství
- Lovaňsko-bruselské hrabství
- Brabantské lankrabství, později vévodství